# Mèxic a la Copa del Món de futbol
Aquest és el registre dels resultats de Mèxic a la Copa del Món. Mèxic no ha guanyat cap Copa del Món, ni n'ha estat mai finalista.

## Resum d'actuacions
Campions      Finalistes      Tercers      Quarts
Un requadre vermell indica que eren amfitrions del campionat.
| Historial a la Copa del Món | Historial a la Copa del Món       | Historial a la Copa del Món       | Historial a la Copa del Món       | Historial a la Copa del Món       | Historial a la Copa del Món       | Historial a la Copa del Món       | Historial a la Copa del Món       | Historial a la Copa del Món       |
| Edició                      | Ronda                             | Posició                           | PJ                                | PG                                | PE                                | PP                                | GF                                | GC                                |
| --------------------------- | --------------------------------- | --------------------------------- | --------------------------------- | --------------------------------- | --------------------------------- | --------------------------------- | --------------------------------- | --------------------------------- |
| 1930                        | Primera fase                      | 13s                               | 3                                 | 0                                 | 0                                 | 3                                 | 4                                 | 13                                |
| 1934                        | No s'hi classificà                | No s'hi classificà                | No s'hi classificà                | No s'hi classificà                | No s'hi classificà                | No s'hi classificà                | No s'hi classificà                | No s'hi classificà                |
| 1938                        | Es retirà                         | Es retirà                         | Es retirà                         | Es retirà                         | Es retirà                         | Es retirà                         | Es retirà                         | Es retirà                         |
| 1950                        | Primera fase                      | 12s                               | 3                                 | 0                                 | 0                                 | 3                                 | 2                                 | 10                                |
| 1954                        | Primera fase                      | 13s                               | 2                                 | 0                                 | 0                                 | 2                                 | 2                                 | 8                                 |
| 1958                        | Primera fase                      | 16s                               | 3                                 | 0                                 | 1                                 | 2                                 | 1                                 | 8                                 |
| 1962                        | Primera fase                      | 11s                               | 3                                 | 1                                 | 0                                 | 2                                 | 3                                 | 4                                 |
| 1966                        | Primera fase                      | 12s                               | 3                                 | 0                                 | 2                                 | 1                                 | 1                                 | 3                                 |
| 1970                        | Quarts de final                   | 6s                                | 4                                 | 2                                 | 1                                 | 1                                 | 6                                 | 4                                 |
| 1974                        | No s'hi classificà                | No s'hi classificà                | No s'hi classificà                | No s'hi classificà                | No s'hi classificà                | No s'hi classificà                | No s'hi classificà                | No s'hi classificà                |
| 1978                        | Primera fase                      | 16s                               | 3                                 | 0                                 | 0                                 | 3                                 | 2                                 |                                   |
| 1982                        | No s'hi classificà                | No s'hi classificà                | No s'hi classificà                | No s'hi classificà                | No s'hi classificà                | No s'hi classificà                | No s'hi classificà                | No s'hi classificà                |
| 1986                        | Quarts de final                   | 6s                                | 5                                 | 3                                 | 2                                 | 0                                 | 6                                 | 2                                 |
| 1990                        | Suspesa                           | Suspesa                           | Suspesa                           | Suspesa                           | Suspesa                           | Suspesa                           | Suspesa                           | Suspesa                           |
| 1994                        | Vuitens de final                  | 13s                               | 4                                 | 1                                 | 2                                 | 1                                 | 4                                 | 4                                 |
| 1998                        | Vuitens de final                  | 13s                               | 4                                 | 1                                 | 2                                 | 1                                 | 8                                 | 7                                 |
| 2002                        | Vuitens de final                  | 11s                               | 4                                 | 2                                 | 1                                 | 1                                 | 4                                 | 4                                 |
| 2006                        | Vuitens de final                  | 15s                               | 4                                 | 1                                 | 1                                 | 2                                 | 5                                 | 5                                 |
| 2010                        | Vuitens de final                  | 14s                               | 4                                 | 1                                 | 1                                 | 2                                 | 4                                 | 5                                 |
| 2014                        | Vuitens de final                  | 10s                               | 4                                 | 2                                 | 1                                 | 1                                 | 5                                 | 3                                 |
| 2018                        | Vuitens de final                  | 12s                               | 4                                 | 2                                 | 0                                 | 2                                 | 3                                 | 6                                 |
| 2022                        | Primera fase                      | 22s                               | 3                                 | 1                                 | 1                                 | 1                                 | 2                                 | 3                                 |
| 2026                        | Classificat com a co-organitzador | Classificat com a co-organitzador | Classificat com a co-organitzador | Classificat com a co-organitzador | Classificat com a co-organitzador | Classificat com a co-organitzador | Classificat com a co-organitzador | Classificat com a co-organitzador |
| 2030                        | Pendent                           | Pendent                           | Pendent                           | Pendent                           | Pendent                           | Pendent                           | Pendent                           | Pendent                           |
| 2034                        | Pendent                           | Pendent                           | Pendent                           | Pendent                           | Pendent                           | Pendent                           | Pendent                           | Pendent                           |
| Total                       | Quarts de final                   | Quarts de final                   | 60                                | 17                                | 15                                | 28                                | 62                                | 101                               |

## Uruguai 1930

### Primera fase: Grup 1
| Pos | Equip     | PJ | PG | PE | PP | GF | GC | DG | Pts | Classificació       |
| --- | --------- | -- | -- | -- | -- | -- | -- | -- | --- | ------------------- |
| 1   | Argentina | 3  | 3  | 0  | 0  | 10 | 4  | +6 | 6   | Avança a semifinals |
| 2   | Xile      | 3  | 2  | 0  | 1  | 5  | 3  | +2 | 4   |                     |
| 3   | França    | 3  | 1  | 0  | 2  | 4  | 3  | +1 | 2   |                     |
| 4   | Mèxic     | 3  | 0  | 0  | 3  | 4  | 13 | −9 | 0   |                     |

| França                                              | 4–1     | Mèxic       |
| --------------------------------------------------- | ------- | ----------- |
| L. Laurent 19' · Langiller 40' · Maschinot 43', 87' | Informe | Carreño 70' |

| Xile                                | 3–0     | Mèxic |
| ----------------------------------- | ------- | ----- |
| Vidal 3', 65' · M. Rosas 52' (p.p.) | Informe |       |

| Argentina                                             | 6–3     | Mèxic                              |
| ----------------------------------------------------- | ------- | ---------------------------------- |
| Stábile 8', 17', 80' · Zumelzú 12', 55' · Varallo 53' | Informe | M. Rosas 42' (p.), 65' · Gayón 75' |

## Brasil 1950

### Primera fase: Grup 1
| Pos | Equip      | PJ | PG | PE | PP | GF | GC | DG | Pts | Classificació           |
| --- | ---------- | -- | -- | -- | -- | -- | -- | -- | --- | ----------------------- |
| 1   | Brasil     | 3  | 2  | 1  | 0  | 8  | 2  | +6 | 5   | Avança a la segona fase |
| 2   | Iugoslàvia | 3  | 2  | 0  | 1  | 7  | 3  | +4 | 4   |                         |
| 3   | Suïssa     | 3  | 1  | 1  | 1  | 4  | 6  | −2 | 3   |                         |
| 4   | Mèxic      | 3  | 0  | 0  | 3  | 2  | 10 | −8 | 0   |                         |

| Brasil                                    | 4–0     | Mèxic |
| ----------------------------------------- | ------- | ----- |
| Ademir 30', 79' · Jair 65' · Baltazar 71' | Informe |       |

| Iugoslàvia                                        | 4–1     | Mèxic          |
| ------------------------------------------------- | ------- | -------------- |
| Bobek 19' · Ž. Čajkovski 22', 62' · Tomašević 81' | Informe | Ortiz 89' (p.) |

| Suïssa                  | 2–1     | Mèxic       |
| ----------------------- | ------- | ----------- |
| Bader 10' · Antenen 44' | Informe | Casarín 89' |

## Suïssa 1954

### Primera fase: Grup 1
| Pos | Equip      | PJ | PG | PE | PP | GF | GC | DG | Pts | Classificació           |
| --- | ---------- | -- | -- | -- | -- | -- | -- | -- | --- | ----------------------- |
| 1   | Brasil     | 2  | 1  | 1  | 0  | 6  | 1  | +5 | 3   | Avança a la segona fase |
| 2   | Iugoslàvia | 2  | 1  | 1  | 0  | 2  | 1  | +1 | 3   | Avança a la segona fase |
| 3   | França     | 2  | 1  | 0  | 1  | 3  | 3  | 0  | 2   |                         |
| 4   | Mèxic      | 2  | 0  | 0  | 2  | 2  | 8  | −6 | 0   |                         |

| Brasil                                                 | 5–0     | Mèxic |
| ------------------------------------------------------ | ------- | ----- |
| Baltazar 23' · Didi 30' · Pinga 34', 43' · Julinho 69' | Informe |       |

| França                                            | 3–2     | Mèxic                       |
| ------------------------------------------------- | ------- | --------------------------- |
| Vincent 19' · Cárdenas 46' (p.p.) · Kopa 88' (p.) | Informe | Lamadrid 54' · Balcázar 85' |

## Suècia 1958

### Primera fase: Grup 3
| Pos | Equip   | PJ | PG | PE | PP | GF | GC | GR    | Pts | Classificació                      |
| --- | ------- | -- | -- | -- | -- | -- | -- | ----- | --- | ---------------------------------- |
| 1   | Suècia  | 3  | 2  | 1  | 0  | 5  | 1  | 5,000 | 5   | Avança a la segona fase            |
| 2   | Hongria | 3  | 1  | 1  | 1  | 6  | 3  | 2,000 | 3   | Van disputar un partit de desempat |
| 3   | Gal·les | 3  | 0  | 3  | 0  | 2  | 2  | 1,000 | 3   | Van disputar un partit de desempat |
| 4   | Mèxic   | 3  | 0  | 1  | 2  | 1  | 8  | 0,125 | 1   |                                    |

| Suècia                                 | 3–0     | Mèxic |
| -------------------------------------- | ------- | ----- |
| Simonsson 17', 64' · Liedholm 57' (p.) | Informe |       |

| Mèxic        | 1–1     | Gal·les          |
| ------------ | ------- | ---------------- |
| Belmonte 89' | Informe | I. Allchurch 32' |

| Hongria                                    | 4–0     | Mèxic |
| ------------------------------------------ | ------- | ----- |
| Tichy 19', 46' · Sándor 54' · Bencsics 69' | Informe |       |

## Xile 1962

### Primera fase: Grup 3
| Pos | Equip          | PJ | PG | PE | PP | GF | GC | GR    | Pts | Classificació           |
| --- | -------------- | -- | -- | -- | -- | -- | -- | ----- | --- | ----------------------- |
| 1   | Brasil         | 3  | 2  | 1  | 0  | 4  | 1  | 4,000 | 5   | Avança a la segona fase |
| 2   | Txecoslovàquia | 3  | 1  | 1  | 1  | 2  | 3  | 0,667 | 3   | Avança a la segona fase |
| 3   | Mèxic          | 3  | 1  | 0  | 2  | 3  | 4  | 0,750 | 2   |                         |
| 4   | Espanya        | 3  | 1  | 0  | 2  | 2  | 3  | 0,667 | 2   |                         |

| Brasil                 | 2–0     | Mèxic |
| ---------------------- | ------- | ----- |
| Zagallo 56' · Pelé 73' | Informe |       |

| Espanya   | 1–0     | Mèxic |
| --------- | ------- | ----- |
| Peiró 90' | Informe |       |

| Mèxic                                          | 3–1     | Txecoslovàquia |
| ---------------------------------------------- | ------- | -------------- |
| Díaz 12' · Del Águila 29' · Hernández 90' (p.) | Informe | Mašek 1'       |

## Anglaterra 1966

### Primera fase: Grup 1
| Pos | Equip      | PJ | PG | PE | PP | GF | GC | GR    | Pts | Classificació           |
| --- | ---------- | -- | -- | -- | -- | -- | -- | ----- | --- | ----------------------- |
| 1   | Anglaterra | 3  | 2  | 1  | 0  | 4  | 0  | —     | 5   | Avança a la segona fase |
| 2   | Uruguai    | 3  | 1  | 2  | 0  | 2  | 1  | 2,000 | 4   | Avança a la segona fase |
| 3   | Mèxic      | 3  | 0  | 2  | 1  | 1  | 3  | 0,333 | 2   |                         |
| 4   | França     | 3  | 0  | 1  | 2  | 2  | 5  | 0,400 | 1   |                         |

| França      | 1–1     | Mèxic     |
| ----------- | ------- | --------- |
| Hausser 62' | Informe | Borja 48' |

| Anglaterra                 | 2–0     | Mèxic |
| -------------------------- | ------- | ----- |
| B. Charlton 37' · Hunt 75' | Informe |       |

| Mèxic | 0–0     | Uruguai |
| ----- | ------- | ------- |
|       | Informe |         |

## Mèxic 1970

### Primera fase: Grup 1
| Pos | Equip          | PJ | PG | PE | PP | GF | GC | DG | Pts | Classificació           |
| --- | -------------- | -- | -- | -- | -- | -- | -- | -- | --- | ----------------------- |
| 1   | Unió Soviètica | 3  | 2  | 1  | 0  | 6  | 1  | +5 | 5   | Avança a la segona fase |
| 2   | Mèxic          | 3  | 2  | 1  | 0  | 5  | 0  | +5 | 5   | Avança a la segona fase |
| 3   | Bèlgica        | 3  | 1  | 0  | 2  | 4  | 5  | −1 | 2   |                         |
| 4   | El Salvador    | 3  | 0  | 0  | 3  | 0  | 9  | −9 | 0   |                         |

| Mèxic | 0–0     | Unió Soviètica |
| ----- | ------- | -------------- |
|       | Informe |                |

| Mèxic                                           | 4–0     | El Salvador |
| ----------------------------------------------- | ------- | ----------- |
| Valdivia 45', 46' · Fragoso 58' · Basaguren 83' | Informe |             |

| Mèxic         | 1–0     | Bèlgica |
| ------------- | ------- | ------- |
| Peña 14' (p.) | Informe |         |

### Segona fase

#### Quarts de final
| Itàlia                                         | 4–1     | Mèxic        |
| ---------------------------------------------- | ------- | ------------ |
| Guzmán 25' (p.p.) · Riva 63', 76' · Rivera 70' | Informe | González 13' |

## Argentina 1978

### Primera fase: Grup 2
| Pos | Equip               | PJ | PG | PE | PP | GF | GC | DG  | Pts | Classificació           |
| --- | ------------------- | -- | -- | -- | -- | -- | -- | --- | --- | ----------------------- |
| 1   | Polònia             | 3  | 2  | 1  | 0  | 4  | 1  | +3  | 5   | Avança a la segona fase |
| 2   | Alemanya Occidental | 3  | 1  | 2  | 0  | 6  | 0  | +6  | 4   | Avança a la segona fase |
| 3   | Tunísia             | 3  | 1  | 1  | 1  | 3  | 2  | +1  | 3   |                         |
| 4   | Mèxic               | 3  | 0  | 0  | 3  | 2  | 12 | −10 | 0   |                         |

| Tunísia                                | 3–1     | Mèxic                  |
| -------------------------------------- | ------- | ---------------------- |
| Kaabi 55' · Ghommidh 79' · Dhouieb 87' | Informe | Vázquez Ayala 45' (p.) |

| Alemanya Occidental                                                  | 6–0     | Mèxic |
| -------------------------------------------------------------------- | ------- | ----- |
| D. Müller 15' · H. Müller 30' · Rummenigge 38', 73' · Flohe 44', 89' | Informe |       |

| Polònia                     | 3–1     | Mèxic      |
| --------------------------- | ------- | ---------- |
| Boniek 43', 84' · Deyna 56' | Informe | Rangel 52' |

## Mèxic 1986

### Primera fase: Grup B
| Pos | Equip     | PJ | PG | PE | PP | GF | GC | DG | Pts | Classificació                      |
| --- | --------- | -- | -- | -- | -- | -- | -- | -- | --- | ---------------------------------- |
| 1   | Mèxic (H) | 3  | 2  | 1  | 0  | 4  | 2  | +2 | 5   | Avança a la fase final             |
| 2   | Paraguai  | 3  | 1  | 2  | 0  | 4  | 3  | +1 | 4   | Avança a la fase final             |
| 3   | Bèlgica   | 3  | 1  | 1  | 1  | 5  | 5  | 0  | 3   | Opta a una plaça per la fase final |
| 4   | Iraq      | 3  | 0  | 0  | 3  | 1  | 4  | −3 | 0   |                                    |

| Bèlgica         | 1–2     | Mèxic                      |
| --------------- | ------- | -------------------------- |
| Vandenbergh 45' | Informe | Quirarte 23' · Sánchez 39' |

| Mèxic     | 1–1     | Paraguai   |
| --------- | ------- | ---------- |
| Flores 3' | Informe | Romero 85' |

| Iraq | 0–1     | Mèxic        |
| ---- | ------- | ------------ |
|      | Informe | Quirarte 54' |

### Segona fase

#### Vuitens de final
| Mèxic                    | 2–0     | Bulgària |
| ------------------------ | ------- | -------- |
| Negrete 34' · Servín 61' | Informe |          |

#### Quarts de final
| Alemanya Occidental                     | 0–0 (pr.) | Mèxic                       |
| --------------------------------------- | --------- | --------------------------- |
|                                         | Informe   |                             |
| Tanda de penals                         |           |                             |
| Allofs · Brehme · Matthäus · Littbarski | 4–1       | Negrete · Quirarte · Servín |

## Rússia 2018

### Fase de grups: Grup F
| Pos | Equip         | PJ | PG | PE | PP | GF | GC | DG | Pts | Classificació        |
| --- | ------------- | -- | -- | -- | -- | -- | -- | -- | --- | -------------------- |
| 1   | Suècia        | 3  | 2  | 0  | 1  | 5  | 2  | +3 | 6   | Avança a segona fase |
| 2   | Mèxic         | 3  | 2  | 0  | 1  | 3  | 4  | −1 | 6   | Avança a segona fase |
| 3   | Corea del Sud | 3  | 1  | 0  | 2  | 3  | 3  | 0  | 3   |                      |
| 4   | Alemanya      | 3  | 1  | 0  | 2  | 2  | 4  | −2 | 3   |                      |

| Alemanya | 0–1     | Mèxic      |
| -------- | ------- | ---------- |
|          | Informe | Lozano 35' |

| Corea del Sud       | 1–2     | Mèxic                                |
| ------------------- | ------- | ------------------------------------ |
| Son Heung-min 90+3' | Informe | Carlos Vela 27' (p.) · Hernández 66' |

| Mèxic | 0–3     | Suècia                                                     |
| ----- | ------- | ---------------------------------------------------------- |
|       | Informe | Augustinsson 50' · Granqvist 61' (p.) · Álvarez 74' (p.p.) |

### Segona fase

#### Vuitens de final
| Brasil                   | 2–0     | Mèxic |
| ------------------------ | ------- | ----- |
| Neymar 51' · Firmino 88' | Informe |       |